# Asghar Khodayari
Asghar Khodayari Bavil (persisch اصغر خدایاری باویل * 9. März 1953) ist ein ehemaliger iranischer Radrennfahrer.

## Sportliche Laufbahn
Khodayari war im Straßenradsport aktiv und Teilnehmer der Olympischen Sommerspiele 1976 in Montreal. Im Mannschaftszeitfahren kam der iranische Straßenvierer mit Asghar Khodayari, Hassan Aryanfard, Khosro Haghgosha und Gholam Hossein Koohi auf den 24. Platz. Im olympischen Straßenrennen schied er aus.